# Килблок
Килблок – елемент на опорното устройство, често използван съвместно с клетката в корабостроенето и предназначен за поставяне на съда в безводно положение.
1. Килблок за доковете и стапелите представлява железобетонна или стоманена опора във форма на паралелепипед с дължина 0,8–2 m, ширина 0,2–0,5 m и височина 0,8–1,6 m.
Килблоковете се поставят по килевата линия под набора на съда. Най-прости са дървените килблокове, представляващи редица борови греди (рис. а). За издигането на възглавницата на килблока и прилягането и към обшивката на корпуса се зиползват дървени клинове.
Използват се също и метални (рис. б) и метални разглобяеми килблокове (рис. г). За улесняване на издигането и спускането на металните килблокове те се механизират с винтови (рис. в) или хидравлични устройства. В хидравличните килблокове издигането и спускането на буталото в цилиндъра се осъшествява чрез промяна на налягането на маслото от помпа. При издигането набуталото се издига система от опорни тръби, на които, върху възглавницата, леци корпуса на съда.
2. Конструкция с фигурен прорез за поставяне на лодка. В основно се използва на съдовете за спасителните и работните им лодки. Аналогичното устройство на брега също се нарича килблок.